# جورج غريلي
جورج غريلي (بالإنجليزية: George Greeley)‏ هو موزع وعازف بيانو وملحن أمريكي، ولد في 23 يوليو 1917 في ويسترلي في الولايات المتحدة، وتوفي في 26 مايو 2007 في لوس أنجلوس في الولايات المتحدة.

## وصلات خارجية
- جورج غريلي على موقع IMDb (الإنجليزية)
- جورج غريلي على موقع ميوزك برينز (الإنجليزية)
- جورج غريلي على موقع أول موفي (الإنجليزية)
- جورج غريلي على موقع أول ميوزيك (الإنجليزية)
- جورج غريلي على موقع ديسكوغز (الإنجليزية)
- جورج غريلي على موقع كينوبويسك (الروسية)